# Пласт в Аргентині
Пласт — українська скаутська організація з відділами по цілому світі, яка ставить собі на меті українське патріотичне та всебічне виховання молоді. Пласт як велика організація існує і в Аргентині. Найбільший пластовий осередок (станиця) в країні — місто Буенос-Айрес. Також існують станиці у Берасатегі і Бальєстері.
Головами Крайової пластової старшини у різні роки були М. Василик, М. Кльось, Р. Ільницький, І. Липинський, Ю. Назарик, А. Василик.
Нині чисельність пластунів в Аргентині становить близько 100 осіб.

## Історія
Після Другої Світової війни до Аргентини емігрувала значна кількість українців, більшість яких оселилися в Буенос-Айресі і околицях. Саме тому перший осередок «Пласту» в Аргентині виник 1949 року за почином уповноваженого Головної Пластової Старшини Петра Греська у Буенос-Айресі. Петро Гресько, уповноважений на Аргентину, зібрав перші сходини пластунів 6 березня 1949 на які з'явилося 36 старших пластунів і сеньйорів, а 11 червня 1949 було створено першу пластову групу яка налічувала 47 пластунів.
Тому що аргентинський уряд не визнавав неаргентинських організацій, Пласт потребував спонсорство скаутської організації. Було вирішено приєднатися до Унії Католицьких Скаутів Аргентини через те, що ця організація дала Пластові найбільшу автономію. Пласт зберіг свою організаційну структуру, традиції і українську мову. Зв'язок з аргентинським скаутингом тривав до 1962 року, коли Пласт став легально незалежною організацією.
У 1950 році було засновано пластову оселю (постійне місце під табір).
Провід Пласту поповнився, коли 1950 року до Аргентини емігрував із Австрії пластовий активіст Михайло Василик. Пласт почав організувати нових членів між новими емігрантами в Буенос-Айресі. Незадовго постало 4 більші пластові групи в околицях міста і 3 менші віддаленіші групи. Щоб тримати зв'язок, ці групи сходилися в одне місце традиційно відзначувати пластові свята, такі як Свято Юрія чи Свято Весни. Вони організували змагання, вмілості, спортивні зайняття і традиційні ватри.
З 1952 року, коли у Буенос-Айресі налічувалося вже 100 пластунів, почали відбуватися щорічні пластові табори. Перший пластовий табір зорганізував старший пластун Вовкун — триденний табір, на якому було 13 учасників. Наступного року старший пластун Клим зорганізував табір «Ненаситець», для хлопців і дівчат, який тривав місяць і на якому було 25 учасників.
В українській газеті «Українське Слово» почала з'являтися Пластова Сторінка.
В 1954 було 254 членів Пласту і 6 пластових груп коло Буенос-Айреса.
Перший крайовий з'їзд скликано 24 липня 1954 і вибрано Крайову Пластову Старшину (КПС) і Крайову Пластову Раду (КПР).
В 1950-х роках, через економічну кризу, багато нових українських емігрантів виїхали до Канади і США і число пластунів значно впало. Існуючі пластові групи були об'єднані в один центр Пласту. КПС виконував рівночасно обов'язки крайового і станичного проводу.
Таборування продовжувалося і в 1954 році було 114 учасників на таборі «Ненаситець», який провадили Богдан Галайчук і Михайло Василик. В 1960 відбувся перший мандрівний табір в провінції Місьйонес і в наступних роках мандрівні табори відбувалися в різних околицях. Юнацтво таборувало в різних місцях — в горах Андах чи над Атлантичним океаном.
1964 року в отців василіян було придбано пластову оселю «Ненаситець» у Пунта-Індіо, де почали відбуватися табори, головно новацькі.
В 1965 Пласт придбав свою домівку, на яку частину коштів подарували п-ство Шафранюки, які вже переїхали до Торонто. Ремонт забрав 5 років і домівку відкрив Начальний Пластун Юрій Старосольський. Вишколи виховників провадили Марія Литвин і В. Іванюк, Роман Селянський і Михайло Василик.
У вересні 1968 Аргентину відвідав кардинал Сліпий і відбув окрему зустріч з пластунами. Пластуни також брали участь в акції збирання фондів на пам'ятник Тарасові Шевченку, який було відкрито в Буенос-Айресі 1971 року.
В 1980 Пласт і інші молодечі організація зорганізували міні-Олімпіаду в протесті того, що Олімпіада відбувалася в Москві.
В серпні-вересні 1990 року Михайло Василик і Марія Литвин перевели семінар про Пласт в Куритибі, що в Бразилії, щоб відновити там Пласт. Але ця акція не вдалася і Пласт в Бразилії не відновлено.
В 1991 вислано виховників до Америки на табори ЛШ і ШБ. Старші пластуни є переважно виховниками, але також мають свою програму. Вони організують високогірні мандрівні табори, наприклад, до гори-вулкану Ланін в Андах, де вже кілька разів піднімалися на вершину.
В 1998 пластуни Аргентини брали участь, разом із пластунами з України на Світовому Скаутському Джемборі в Чилі.
У 2008 році аргентинські пластуни взяли участь у акції «Україна пам'ятає — світ визнає!» присвяченій пам'яті жертв Голодомору 1932—1933 років.
у 2019 році в Буенос-Айресі урочисто відзначили 70-річчя заснування Пласту в Аргентині. До річниці було підготовлено відеофільм про історію Пласту в Аргентині та роль організації у житті української громади.
Після початку повномасштабного вторгнення Росії в Україну 2022 року аргентинський Пласт брав участь у мітингах, молебнах та організовував збори гуманітарної допомоги для України.